# کاگایان
کاگایان (Cagayan) یکی از استان‌های کشور فیلیپین است. این استان بخشی از جزیرهٔ لوزون به‌شمار می‌رود.
مرکز این استان شهر توگوئه گارائو Tuguegarao است. جمعیت آن یک میلیون نفر است. مساحت این استان نه هزار کیلومتر مربع است.